# Bulbophyllum rupicola
Bulbophyllum rupicola é uma espécie de orquídea (família Orchidaceae) pertencente ao gênero Bulbophyllum. Foi descrita por João Barbosa Rodrigues em 1877.